# Залізниця Аппенцелль — Санкт-Галлен — Троген
Залізниця Аппенцелль-Ст. Галлен-Троген (нім. Bahnstrecke Appenzell–St. Gallen–Trogen) — інтерурбан шириною колії 1000 мм у швейцарських кантонах Аппенцелль-Іннерроден, Аппенцелль-Ауссерроден і у місті Санкт-Галлен. 
Це адгезійна залізниця (не зубчаста) з найбільшим градієнтом у Швейцарії з нахилом до 8,0%, є частиною мережі Appenzeller Bahnen (AB) і Ст. Галлен S-Bahn. 
Дві гілки лінії були побудовані в 1889 — 1904 рр залізницею «Ст. Галлен-Гаїс-Аппенцелль-Альтштеттен» і Трогенербаном. 
У 2018 році АВ з’єднав дві лінії міжміським маршрутом.
Рухомий склад представлено 11 зчленованими вагонами Stadler Tango шириною 2,40 м (клас ABe 8/12). 